# Oxycera grata
Oxycera grata är en tvåvingeart som beskrevs av Friedrich Hermann Loew 1869. Oxycera grata ingår i släktet Oxycera och familjen vapenflugor. Inga underarter finns listade i Catalogue of Life.